# Адольфін (Мазовецьке воєводство)
Адольфін (пол. Adolfin) — село в Польщі, у гміні Пйонки Радомського повіту Мазовецького воєводства.
Населення — 565 осіб (2011).

## Демографія
Демографічна структура станом на 31 березня 2011 року:
|          | Загалом | Допрацездатний вік | Працездатний вік | Постпрацездатний вік |
| -------- | ------- | ------------------ | ---------------- | -------------------- |
| Чоловіки | 298     | 61                 | 208              | 29                   |
| Жінки    | 267     | 51                 | 146              | 70                   |
| Разом    | 565     | 112                | 354              | 99                   |